# Marián Blaha

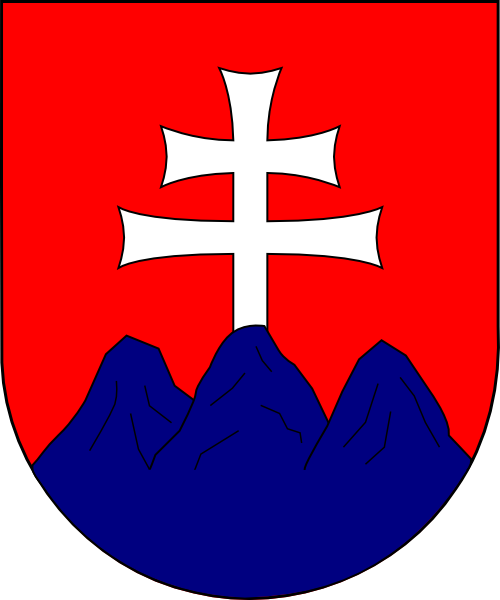
Znak biskupa Blahy

Marián Blaha (narozen jako Jakub Marián Blecha, příjmení změněno v roce 1915) (11. června 1869, Liptovský Hrádok – 21. srpna 1943 Svätý Kríž nad Hronom) byl slovenský římskokatolický biskup, od roku 1920 diecézní biskup banskobystrické diecéze.

## Životopis
Studoval na gymnáziu v Levoči, kde i maturoval. Studium teologie ukončil v roce 1892 na biskupském semináři ve Spišské Kapitule. Za kněze ho 29. června 1892 vysvětil spišský biskup Pavol Smrečany. Po vysvěcení působil rok jako kaplan ve Ždiaru. Od 29. června 1893 do 30. října 1895 byl kaplanem v Nižných Ružbachoch, následně se stal kaplanem v Kežmarku. Posléze působil do roku 1903 jako vychovatel v rodině hraběte Andráse Zamoyskiho na zámku ve Staré Ľubovni.
V letech 1913–1919 byl hlavním tajemníkem Spolku sv. Vojtěcha v Trnavě. Po úmrtí spišského biskupa Alexandra Párvyho 24. března 1919 byl 4. srpna 1919 kapitulou zvolen za kapitulního vikáře spišské diecéze.
Po rozpadu Rakousko-Uherska a vzniku Československa bylo třeba urychleně řešit otázku biskupů na Slovensku. Nitranský biskup Viliam Batthyány a banskobystrický biskup Wolfgang Radnai byli vypovězeni z území ČSR. Rožňavský biskup Ľudovít Balás zemřel v Rožňavě 18. září 1920. Československá vláda uvažovala i o vypovězení košického biskupa Augustina Fischera-Colbrieho. Nakonec však mohl zůstat, protože se nenašel žádný vážný důvod k jeho vyhoštění. Velká část ostřihomské arcidiecéze se stala součástí ČSR, přičemž arcibiskup Ján Černoch zůstal v Ostřihomi.
V této situaci papež Benedikt XV. v tajné konzistoři 13. listopadu 1920 jmenoval první tři slovenské biskupy – Mariána Blahu pro banskobystrické biskupství, Karola Kmeťko pro nitranské biskupství a Jána Vojtaššáka pro spišské biskupství. Všechny tři vysvětil 13. února 1921 v Nitře apoštolský nuncius v Praze Clemente Micara, hlavními spolusvětiteli byli pozdější pražský arcibiskup Karel Kašpar a pražský pomocný biskup Antonín Podlaha.
Začátkem října 1924 otevřel Marián Blaha zaniklé biskupské lyceum v Banské Bystrici. Byl spoluzakladatelem Hlinkovy slovenské ľudové strany (HSLS), podporoval její ideologii a politiku. Působil zejména v kulturně-umělecké oblasti, kterou ovlivňoval v klerikálním duchu. Byl funkcionářem několika kulturních, literárních a uměleckých spolků. Od roku 1921 byl předsedou Spolku sv. Vojtěcha a od roku 1926 předsedou Matice slovenské.
Od roku 1938 se biskup Blaha kvůli těžké nemoci postupně stáhl z veřejného života. Dne 14. června 1941 byl do funkce biskupa koadjutora jmenován Andrej Škrábik, který od srpna 1941 fakticky převzal správu banskobystrické diecéze. Marián Blaha zemřel 21. srpna 1943 ve Svatém Kříži nad Hronom (dnešní Žiar nad Hronom). Pohřben byl v biskupské kryptě v Žiaru nad Hronom.

## Památky
- Portrét od G. Angyala (olej) v banskobystrické biskupské rezidenci